# コッセーリア
コッセーリア(伊: Cosseria)は、イタリア共和国リグーリア州サヴォーナ県にある、人口約1,100人の基礎自治体（コムーネ）。

## 地理

### 位置・広がり

#### 隣接コムーネ
隣接するコムーネは以下の通り。
- カイロ・モンテノッテ
- カルカレ
- チェンジョ
- ミッレージモ
- プローディオ

### 地震分類
イタリアの地震リスク階級 (it) では、4 に分類される
。